# خورخه لوئیس گیسو
خورخه لوئیس گیسو (انگلیسی: Jorge Luis Ghiso؛ زادهٔ ۲۱ ژوئن ۱۹۵۱) بازیکن فوتبال، و سرمربی (فوتبال) اهل آرژانتین است.
از باشگاه‌هایی که در آن بازی کرده‌است می‌توان به باشگاه فوتبال ریور پلاته و باشگاه فوتبال اونیورسیداد شیلی اشاره کرد.